# Gérard Janvion
Gérard Janvion (Fort-de-France, Martinica, 21 de agosto de 1953) es un exfutbolista francés que se desempeñó como defensor. De 1975 a 1982, Janvion participó en 40 partidos para la selección de fútbol de Francia. También participó en dos Copas Mundiales (1978 y 1982).

## Equipos
| Equipo                         | País                | Años                | PJ  | Goles |
| ------------------------------ | ------------------- | ------------------- | --- | ----- |
| AS Saint-Étienne               | Francia             | 1972-1983           | 301 | 8     |
| París Saint-Germain            | Francia             | 1983-1985           | 42  | 0     |
| AS Béziers                     | Francia             | 1985-1986           | 39  | 1     |
| Selección de fútbol de Francia | Francia             | 1975–1982           | 40  | 0     |
| Total en su carrera            | Total en su carrera | Total en su carrera | 422 | 9     |

## Palmarés
| Título                | Club             | Año  |
| --------------------- | ---------------- | ---- |
| Copa de Francia       | AS Saint-Étienne | 1974 |
| Ligue 1               | AS Saint-Étienne | 1974 |
| Copa de Francia (2.º) | AS Saint-Étienne | 1975 |
| Ligue 1 (2.º)         | AS Saint-Étienne | 1975 |
| Ligue 1 (3.º)         | AS Saint-Étienne | 1976 |
| Copa de Francia (3.º) | AS Saint-Étienne | 1977 |
| Ligue 1 (4.º)         | AS Saint-Étienne | 1981 |